# Ceratina flavolateralis
Ceratina flavolateralis är en biart som beskrevs av Cockerell 1916. Ceratina flavolateralis ingår i släktet märgbin, och familjen långtungebin. Inga underarter finns listade i Catalogue of Life.